# Euxoa conjuncta
Euxoa conjuncta är en fjärilsart som beskrevs av Smith 1890. Euxoa conjuncta ingår i släktet Euxoa och familjen nattflyn. Inga underarter finns listade i Catalogue of Life.